# Międzyamerykańskie Obserwatorium Cerro Tololo
Międzyamerykańskie Obserwatorium Cerro Tololo (ang. Cerro Tololo Inter-American Observatory – CTIO; kod IAU: 807) – kompleks instrumentów i teleskopów astronomicznych znajdujący się ok. 80 km na wschód od La Serena w Chile na wysokości 2200 m n.p.m. Kompleks ten należy do NOAO, zarządzanego przez AURA – Association of Universities for Research in Astronomy.
Głównym instrumentem Obserwatorium jest 4-metrowy teleskop Victor M. Blanco oraz 4,1-metrowy SOAR (Southern Astrophysical Research, Cerro Pachón). NOAO wraz z AURA zarządzają nie tylko CTIO, ale również STSI (Space Telescope Science Institute) oraz Obserwatorium Gemini.
Decyzję budowy CTIO podjęto w roku 1962. W rok później amerykańska Narodowa Fundacja Nauki (National Science Foundation) zaaprobowała budowę teleskopu 0,92 m. Zaprojektowano też odpowiednie budynki dla personelu. 7 listopada 1967 nastąpiło oficjalne otwarcie obserwatorium. Projekt 4 m lustra wystartował w roku 1969, a sama konstrukcja teleskopu ruszyła w 1973 roku. Obserwacje na tym teleskopie ruszyły w roku 1976.